# Liste des dépendances de l'abbaye de Mozac
L'abbaye de Mozac a possédé au maximum, jusqu'à son extinction à la Révolution, 40 lieux (prieurés conventuels ou simples et paroisses) en dehors du territoire de Mozac.
Les dépendances sont énumérées pour la première fois de l'histoire de l'abbaye dans une bulle accordée par le pape Alexandre III, donnée à Clermont et datée du 15 juin 1165. Son prédécesseur, le pape Adrien IV (1154-1159) aurait déjà listé les possessions de l'abbaye de Mozac qu'Alexandre III aurait confirmées ; mais cette bulle est réputée perdue. Ce réseau d'églises, de prieurés et de fiefs relevant de l'abbaye de Mozac se met en place une cinquantaine d'années après la mise sous tutelle de Mozac à l'abbaye de Cluny, en 1095. D'ailleurs, une véritable route de relais de possessions mozacoises se dessine en direction de Cluny, très pratique pour assurer les visites des établissements clunisiens et imposer la réforme grégorienne dans le nord du diocèse de Clermont.

## Liste des dépendances de l'abbaye de Mozac
| Lieux                                             | Commentaires | Distance orthodromique en km entre l'abbaye et son prieuré |
| ------------------------------------------------- | --- | ---------------------------------------------------------- |
| Bort                                              | Commune de Bort-l'Étang. L'église paroissiale fut donnée vers 1075 au prieuré de Moissat par Guillaume II de Thiers. Elle devint une possession de l'abbaye de Mozac dans la bulle du Pape Alexandre III en 1165.                   | 22,8                                                       |
| Bredons                                           | Albepierre-Bredons, prieuré simple uniquement mentionné en 1735 | 89,6                                                       |
| Brentauvers                                       | Prieuré simple, emplacement non identifié | ?                                                          |
| Chaptuzat                                         | Paroisse | 17                                                         |
| Châteaugay                                        | Paroisse mentionnée uniquement en 1633 | 5,1                                                        |
| Châtel-Guyon                                      | Paroisse | 4                                                          |
| Combronde                                         | Paroisse | 10,1                                                       |
| Creuzier-le-Neuf                                  | Paroisse | 41,9                                                       |
| Denone                                            | Commune d'Effiat | 21                                                         |
| Droiturier                                        | Prieuré simple | 61                                                         |
| Giat                                              | Paroisse dépendante du prieuré des moniales de Marsat, dite prieuré simple | 49,7                                                       |
| Lachat                                            | Prieuré de religieuses dépendant du prieuré des moniales de Marsat. Non localisé à ce jour. |                                                            |
| Le Puy-Saint-Ambroise                             | Commune de Saint-Léon, prieuré simple | 72,7                                                       |
| Loriges                                           | Paroisse | 46                                                         |
| Martres-sur-Morge                                 | Église paroissiale de Notre-Dame des Martres fondée en 1483-1484. Le curé de l'église était à la nomination de l'abbé de Mozac, mais une grande partie des dîmes était perçue par le chapitre d'Ennezat.                            | 10,8                                                       |
| Marsat                                            | Prieuré conventuel de moniales | 2,2                                                        |
| Ménétrol                                          | Paroisse | 3,1                                                        |
| Mozac                                             | Abbaye, deux paroisses (Saint-Paul et Saint-Martin), une église proche du cloître de l'abbaye (Saint-Laurent-de-Mabiliac et une chapelle (Saint-Calmin)                                                                             | 0                                                          |
| Pontgibaud                                        | Dépendance de Saint-Pierre-le-Chastel | 20,1                                                       |
| Rochefort-Montagne                                | Prieuré simple dit paroisse | 32,2                                                       |
| Royat                                             | Prieuré simple | 14,6                                                       |
| Saint-André de Pagnant                            | Commune de Saint-André-le-Coq, paroisse | 18,2                                                       |
| Saint-Beauzire                                    | Paroisse | 8                                                          |
| Saint-Bonnet de Montpensier                       | Prieuré simple | 18,6                                                       |
| Saint-Bonnet-des-Champs (ou Saint-Bonnet-Lachamp) | Saint-Bonnet-près-Riom, paroisse dite prieuré simple | 4,3                                                        |
| Saint-Coust                                       | Commune de Châtel-Guyon, prieuré | 4                                                          |
| Saint-Genest-l'Enfant                             | Commune de Malauzat, paroisse | 2,2                                                        |
| Saint-Georges-de-Mons                             | Paroisse dite prieuré simple | 20,4                                                       |
| Saint-Germain-des-Fossés                          | Prieuré conventuel | 43,8                                                       |
| Saint-Hilaire-sur-Morge                           | Commune de Saint-Hilaire-la-Croix, prieuré simple | 17,6                                                       |
| Saint-Hippolyte                                   | Commune de Châtel-Guyon, paroisse dite prieuré simple |                                                            |
| Saint-Jean-d'en-Haut                              | Commune d'Enval, paroisse | 3,8                                                        |
| Saint-Martin-d'Alloches                           | Martres-d'Artières, paroisse | 14,2                                                       |
| Saint-Myon                                        | Paroisse | 11,7                                                       |
| Saint-Ours                                        | Paroisse | 16,6                                                       |
| Saint-Pierre-le-Chastel                           | Paroisse dite prieuré simple | 22,1                                                       |
| Saint-Prix                                        | Église Saint-Priest, qui tient son nom de l’ancien évêque de Clermont, également vénéré à Volvic (dépendance de Mozac). Saint-Prix est une filiale du prieuré mozacois de Droiturier, d'après la bulle du pape Alexandre III (1165) |                                                            |
| Saint-Rémy                                        | Commune de Saint-Rémy-de-Blot, paroisse dite prieuré simple | 24,2                                                       |
| Seuillet                                          | Église paroissiale | 44,9                                                       |
| Voingt                                            | Paroisse dépendante du prieuré de Giat | 44,3                                                       |
| Volvic                                            | Trois paroisses dont un prieuré simple | 5,2                                                        |